# 1,2-Dihloroetan
Hemijsko jedinjenje 1,2-dihloroetan (ili DCE) poznato je pod imenom etilen dihlorid (EDC). Ovo jedinjenje je hlorisani ugljovodonik, koji se uglavnom koristi za proizvodnju vinil hloridnog monomera (VCM, hloroeten), glavnog prekurzora u PVC produkciji.

## Spoljašnje veze
|  | Molimo Vas, obratite pažnju na važno upozorenje u vezi sa temama iz oblasti medicine (zdravlja). |